# 教堂大道車站 (BMT布萊頓線)
教堂大道車站（英語：Church Avenue station）是紐約地鐵BMT布萊頓線的一個快車地鐵站，位於布魯克林夫拉特布殊鄰里教堂大道近東18街，設有Q線（任何時候停站）與B線（僅平日停站）列車服務。

## 車站結構
| G        | 街道層                                       | 出入口                                                      |
| G        | 車站屋                                       | 往出入口、車站詢問處、MetroCard自動售票機                   |
| P 月台層 | 北行                                         | 往96街（帕克賽德大道）                                      |
| P 月台層 | 島式月台，普通列車左側開門，快速列車右側開門 |                                                             |
| P 月台層 | 北行快速                                     | 尖峰時段往貝德福德公園林蔭路、日中及黃昏往145街（展望公園） |
| P 月台層 | 南行快速                                     | 平日往布萊頓海灘（紐科克廣場）                              |
| P 月台層 | 島式月台，普通列車左側開門，快速列車右側開門 |                                                             |
| P 月台層 | 南行                                         | 往康尼島-斯提威爾大道（貝弗里路）                           |

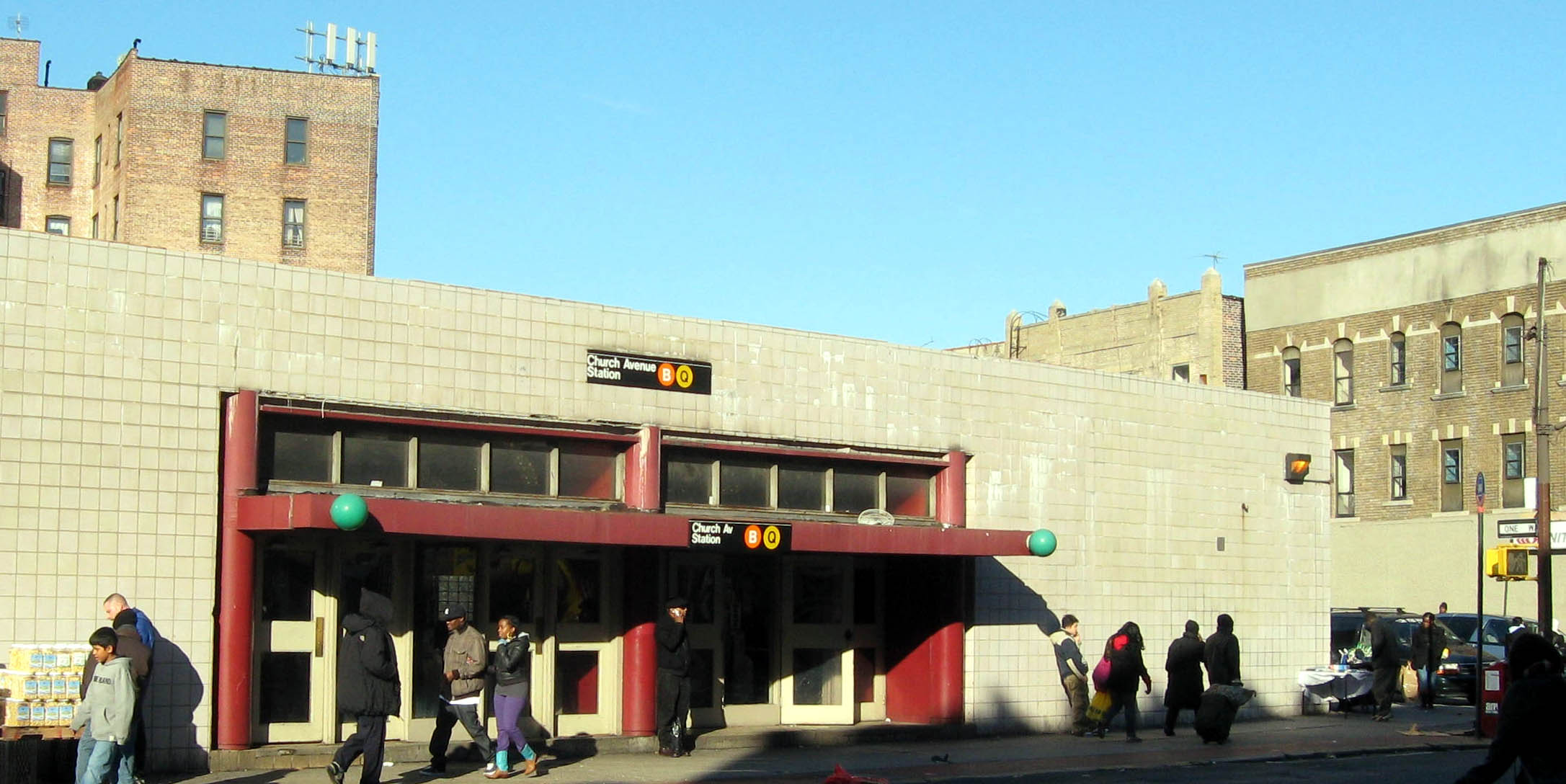
車站屋

教堂大道車站是一個切土快車地鐵站，兩端各有短隧道以便路線在橫街下方通過。車站設有兩個島式月台和四條軌道。每個月台都有兩條樓梯，分別在兩端連往各自的車站屋。

## 外部連結
- nycsubway.org—BMT Brighton Line: Church Avenue
- Station Reporter — B Train
- Station Reporter — Q Train
- The Subway Nut — Church Avenue Pictures （页面存档备份，存于）
- Church Avenue entrance from Google Maps Street View （页面存档备份，存于）
- Caton Avenue entrance from Google Maps Street View （页面存档备份，存于）
- Platform from Google Maps Street View